# Neptosternus alluaudi
Neptosternus alluaudi är en skalbaggsart som beskrevs av Régimbart 1903. Neptosternus alluaudi ingår i släktet Neptosternus och familjen dykare. Inga underarter finns listade i Catalogue of Life.